# 戎斉
戎 斉（えびす ひとし、1956年10月26日 - ）は、日本の政治家。元岡山県新見市長（1期）。

## 来歴
岡山県新見市豊永に生まれる。日本大学工学部建築学科卒業。建設会社に12年間勤務。1991年（平成3年）、新見市役所に入庁。建設部長、議会事務局長などを歴任。2016年1月、副市長に就任。
2016年（平成28年）11月9日、林業作業中に倒れて意識不明となっていた新見市長の石垣正夫が死去。石垣の死去に伴う職務代理者を経たのち、同年12月25日に行われた新見市長選挙に連合岡山の推薦を受けて立候補するも、前市議の池田一二三に敗れた。
※当日有権者数：26,511人 最終投票率：72.14%（前回比：pts）
| 候補者名   | 年齢 | 所属党派 | 新旧別 | 得票数  | 得票率 | 推薦・支持       |
| ---------- | ---- | -------- | ------ | ------- | ------ | ---------------- |
| 池田一二三 | 63   | 無所属   | 新     | 9,911票 | 52.04% |                  |
| 戎斉       | 60   | 無所属   | 新     | 9,134票 | 47.96% | （推薦）連合岡山 |

2020年（令和2年）11月29日に行われた市長選挙に再挑戦し、現職の池田ら2候補を破り初当選した。
※当日有権者数：24,698人 最終投票率：73.37%（前回比：1.23pts）
| 候補者名   | 年齢 | 所属党派 | 新旧別 | 得票数  | 得票率 | 推薦・支持 |
| ---------- | ---- | -------- | ------ | ------- | ------ | ---------- |
| 戎斉       | 64   | 無所属   | 新     | 8,814票 | 48.88% |            |
| 池田一二三 | 67   | 無所属   | 現     | 7,477票 | 41.46% |            |
| 仲田芳人   | 66   | 無所属   | 新     | 1,742票 | 9.66%  |            |

同年12月2日、現職の池田が12月24日の任期満了を待たずに辞職届を提出。7日の市議会臨時会で辞職が受理され、8日に市長に就任した。
2024年（令和6年）11月17日に行われた市長選挙で再選を目指したが、新人で元市議会議長の石田實に304票差で敗れた。
※当日有権者数：22,733人 最終投票率：68.89%（前回比：3.25pts）
| 候補者名 | 年齢 | 所属党派 | 新旧別 | 得票数  | 得票率 | 推薦・支持 |
| -------- | ---- | -------- | ------ | ------- | ------ | ---------- |
| 石田實   | 68   | 無所属   | 新     | 7,919票 | 50.98% |            |
| 戎斉     | 68   | 無所属   | 現     | 7,615票 | 49.02% |            |

任期は12月7日までだったが2日に辞職し、3日に石田が市長に就任した。

## 不祥事

### 公職選挙法違反
2024年の新見市長選挙でウグイス嬢に法定上限を超える報酬を支払ったなどとして、同年12月19日、岡山県警は公職選挙法違反（買収）の疑いで、同選挙で落選した戎と会計責任者だった妻を書類送検した。報酬を受け取ったウグイス嬢2人も同法違反容疑で書類送検した。取材に対し戎は「公選法のことが頭をよぎったが、代わりがいなかったので運動員に求められた額を払ってしまった」と話していた。2025年3月12日、新見区検は買収の罪で戎と妻を略式起訴した。新見簡易裁判所は4月2日までに戎と妻にそれぞれ罰金50万円の略式命令を出した。